# حديقة شازدة
حديقة شازدة أو حديقة الأمير (بالفارسية: باغ شازده) هي إحدى الحدائق الفارسية التاريخية، تقع بالقرب من مدينة ماهان التابعة لمحافظة كرمان، إيران.
تم إنشاء الحديقة حوالي العام 1850، كما قام عبد الحميد ميزرا بتوسعتها حوالي عام 1870 خلال السنوات الإحدى عشر لحكاميته لسلالة القاجار. وقد تم ترك أعمال الإنشاء دون إكمال بسبب وفاته في تسعينيات القرن التاسع عشر، إلى أن اُستئنف العمل فيما بعد.
تبلغ مساحة الحديقة مايقارب 55,000 متر مربع، والتي تمتد على شكل مستطيل مُحاط بجدار. وتتكون من هيكل مخصص للمدخل في النهاية العليا. وتمتد النوافير المائية على طول مسافة الحديقة. وتُعتبر الحديقة أحد النماذج المُعبرة عن الحدائق الفارسية التي تستفيد من المناخ الطبيعي المناسب.

## جاليري

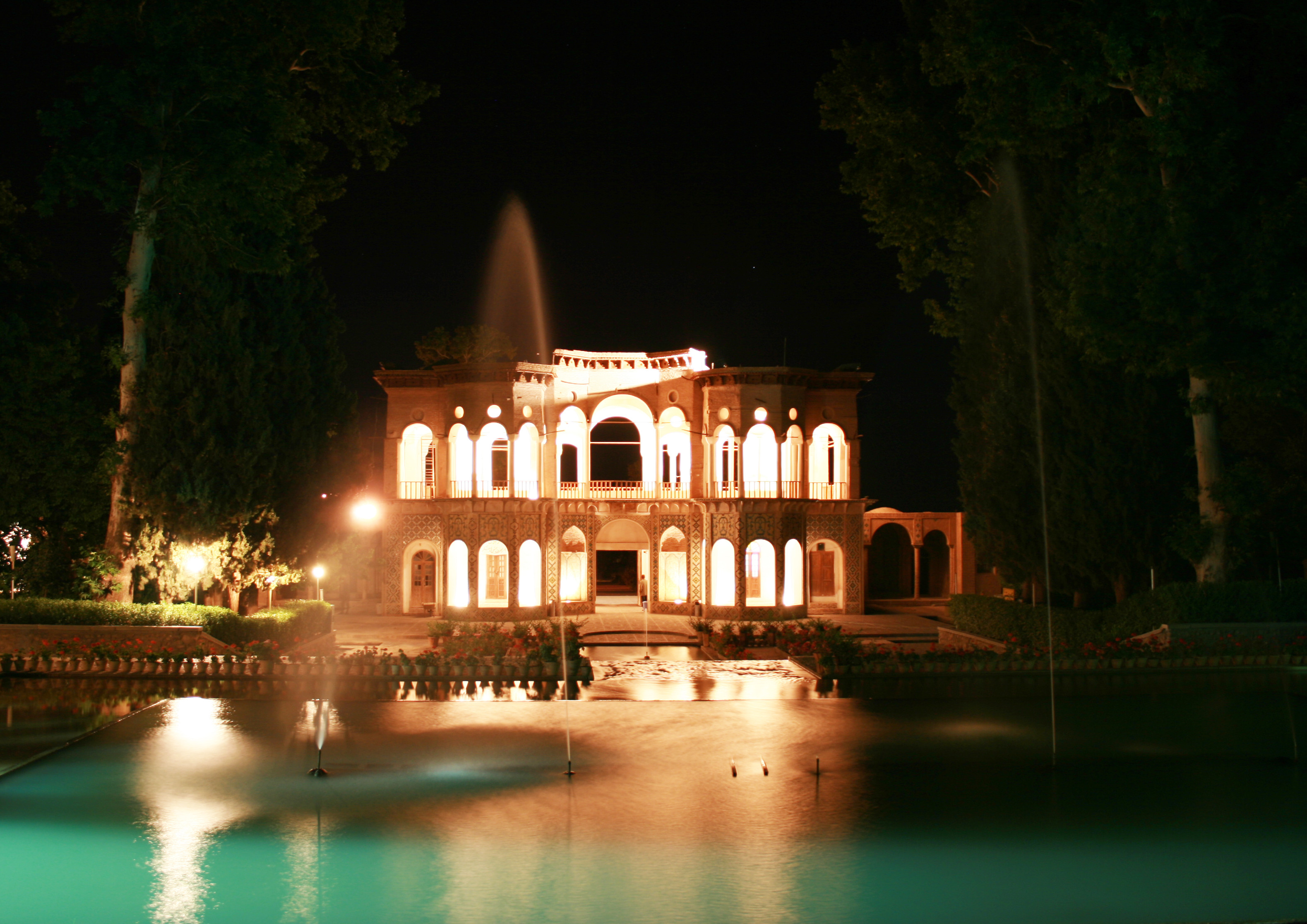
الحديقة ليلا
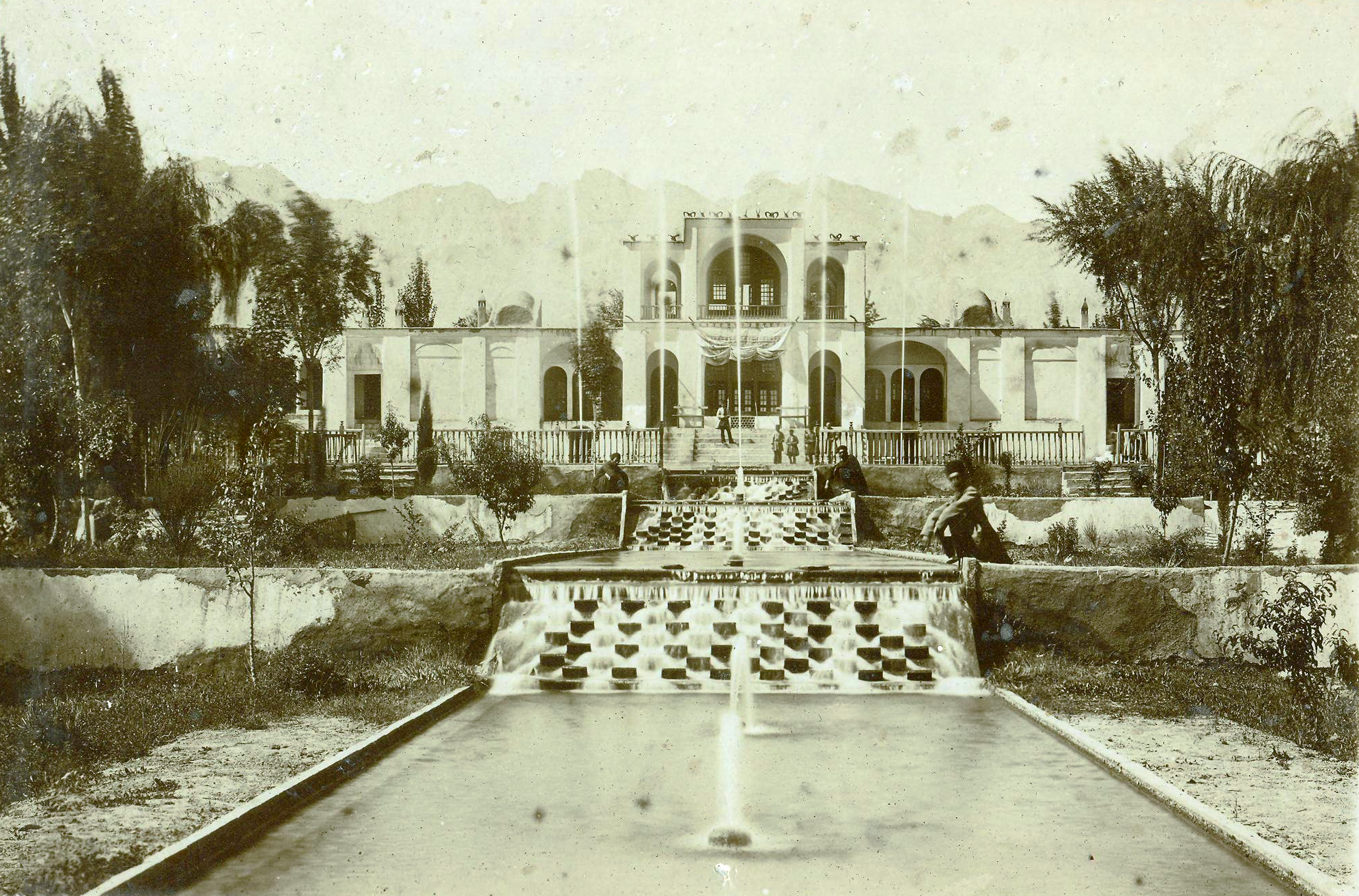
الحديقة عام 1902
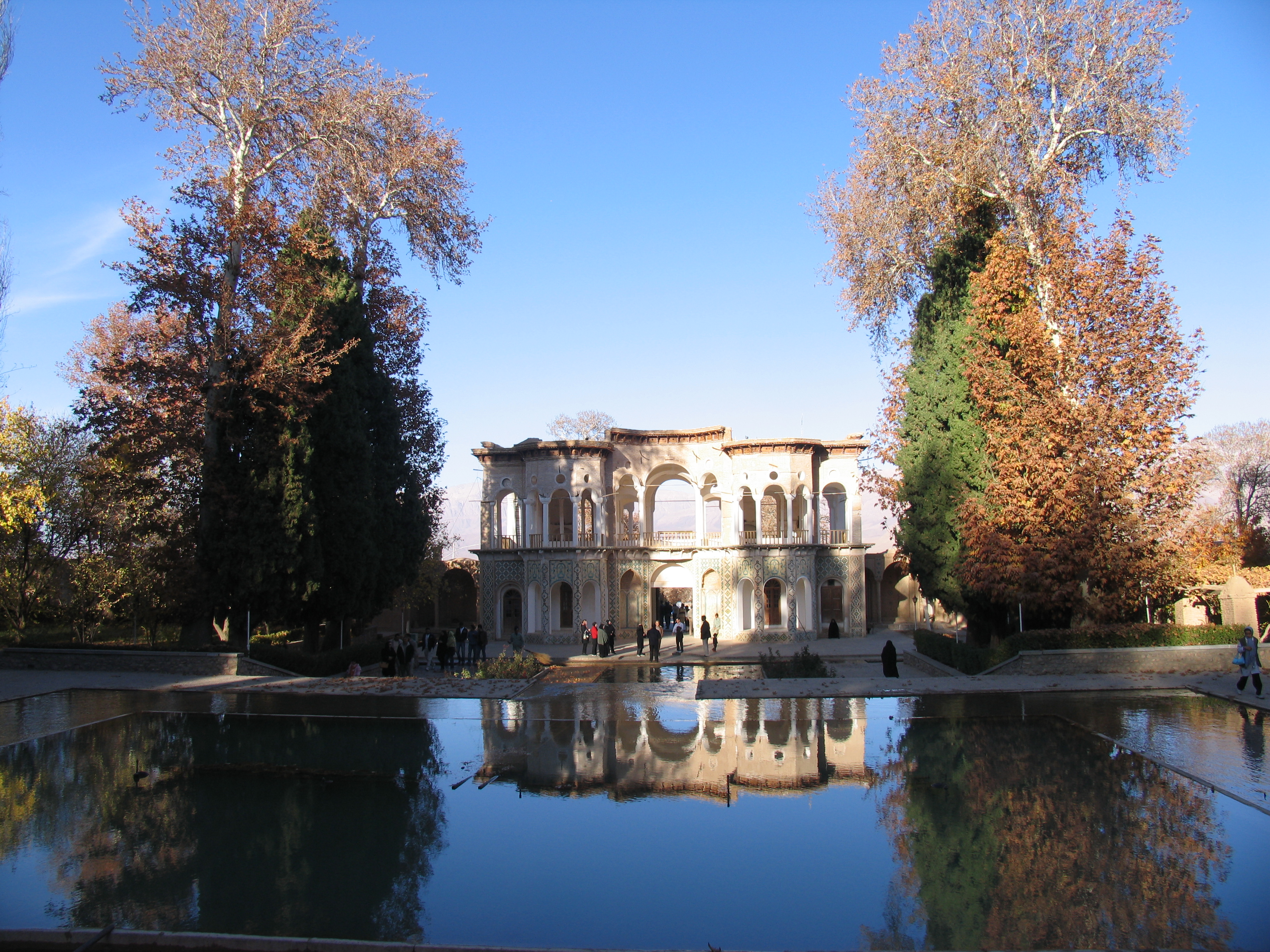
الحديقة عام 2009
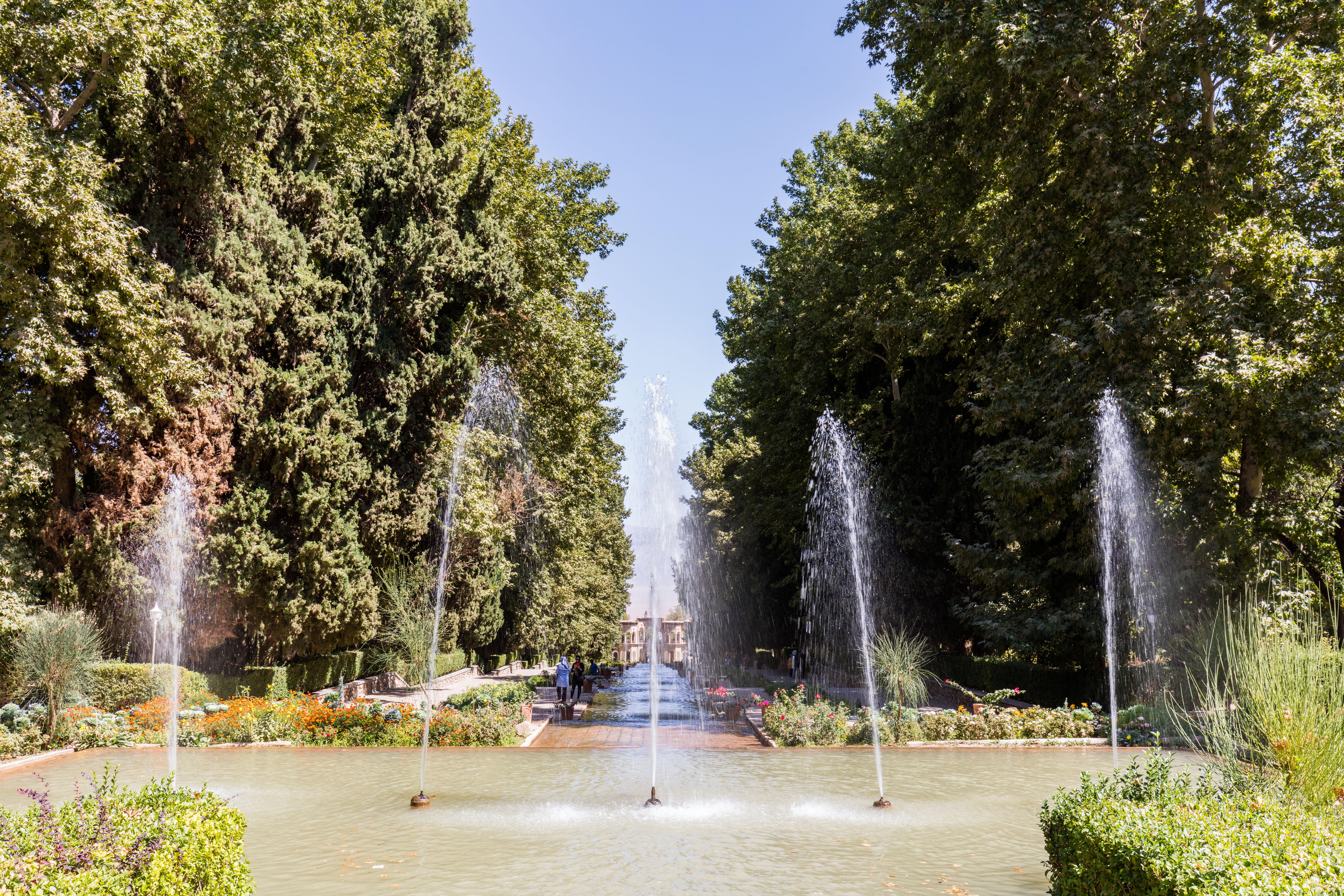
2016

## وصلات خارجية
- قصر ماهان الصيفي، كرمان
- الحديقة الفارسية